# Hōun-ji (Kamigōri)
Pour les articles homonymes, voir Hōun-ji.

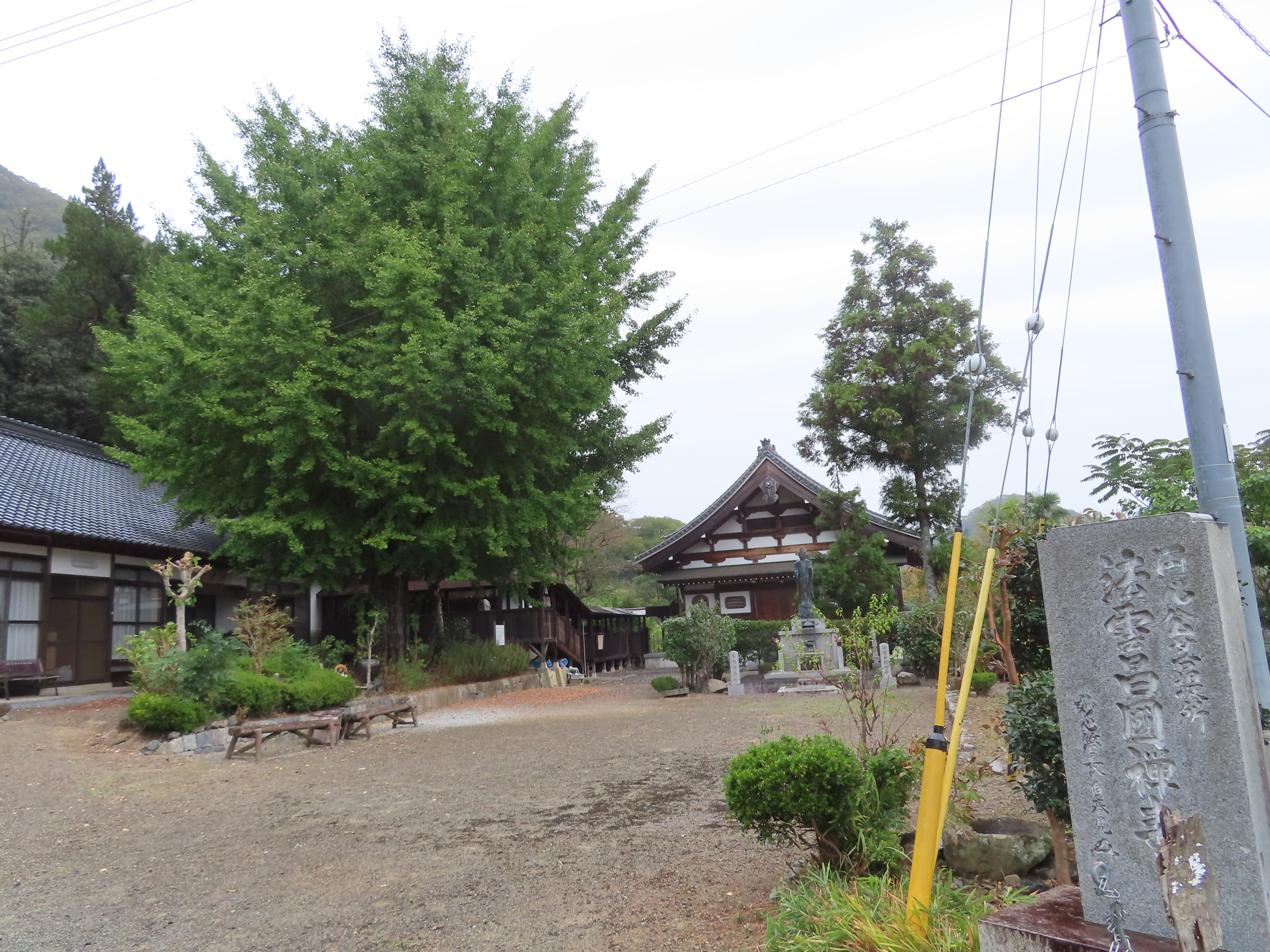
Hōun-ji

Le Hōun-ji (法雲寺) est un temple bouddhiste Rinzai consacré à Siddhartha Gautama à Kamigōri dans la préfecture de Hyōgo (anciennement province de Harima).

## Histoire
Avec le soutien du clan Akamatsu, Sesson Yūbai devient le fondateur d'un certain nombre de temples et de monastères provinciaux, dont le Hōrin-ji à Harima.  
Le Hōrin-ji était rangé au nombre des jissatsu provinciaux par le shogunat Muromachi ce qui incitait ses vassaux shugo à fonder des monastères dans leurs domaines.  
Au premier rang des disciples de Yūbai se trouvaient Akamatsu Norimura (1277-1350) et son fils Akamatsu Norisuke (1314-1371).

## Source
John Whitney Hall. (1999). The Cambridge History of Japan: Medieval Japan, vol. 3. Cambridge: Cambridge University Press.  (ISBN 0-521-22354-7 et 978-0-521-22354-6); OCLC 165440083